# Piper varibracteum
Piper varibracteum är en pepparväxtart som beskrevs av C. Dc.. Piper varibracteum ingår i släktet Piper och familjen pepparväxter. Inga underarter finns listade i Catalogue of Life.